# 적철석

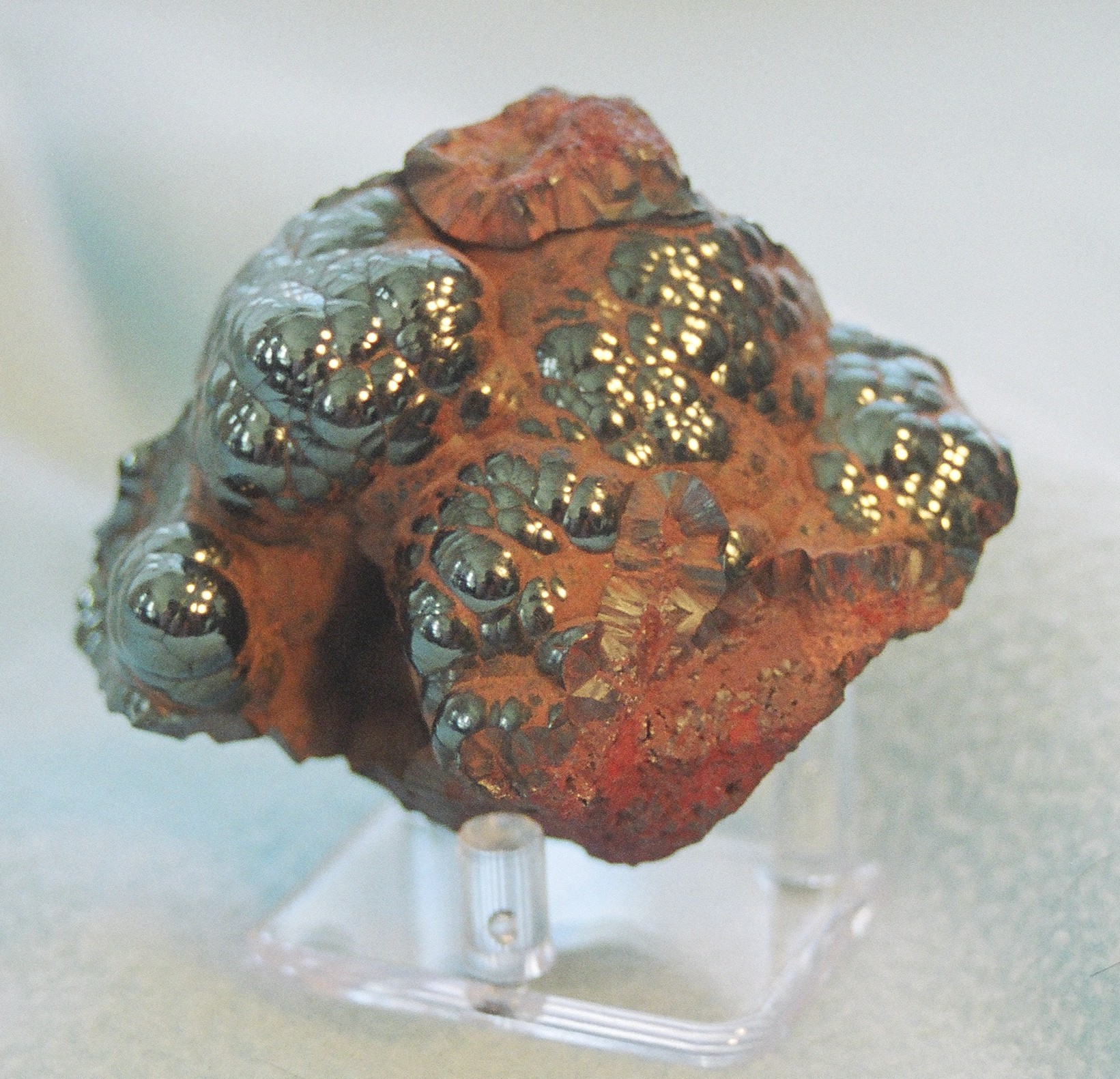
미시간주에서 난 적철석. (색은 보통 검은색이나 가끔 적색도 있다)

적철석(赤鐵石, 영어: hematite), 적철광(赤鐵鑛)은 여러 산화 철 가운데 하나인 산화 철(III)(Fe2O3)의 광물의 일종이다. 적철석과 일메나이트는 950 °C 이상의 온도에서는 완전한 고용체를 형성한다.

## 같이 보기
- 갈철석
- 자철석